# 19 Rezerwowa Dywizja Piechoty (Cesarstwo Niemieckie)
19 Rezerwowa Dywizja Piechoty (niem. 19. Reserve-Division)  – związek taktyczny Armii Cesarstwa Niemieckiego. 
W sierpniu 1914 rozwinięto w Niemczech do etatów wojennych istniejące w okresie pokoju związki operacyjne (armie) i związki taktyczne. W tym też miesiącu z rekrutów, rezerwistów i ochotników znajdujących się  w korpuśnych ośrodkach szkoleniowych zorganizowano jednostki rezerwowe.

W składzie X  Rezerwowego Korpusu Armijnego została rozwinięta między innymi 19 Rezerwowa Dywizja Piechoty. W I wojnie światowej dywizja walczyła na froncie zachodnim.

## Struktura organizacyjna
Skład w sierpniu 1914:
- dowództwo dywizji
- 37 Rezerwowa Brygada Piechoty
  - 73 rezerwowy pułk piechoty
  - 78 rezerwowy pułk piechoty
- 39 Rezerwowa Brygada Piechoty
  - 74 rezerwowy pułk piechoty
  - 92 rezerwowy pułk piechoty
- 19 rezerwowy pułk artylerii polowej
- 6 rezerwowy pułk dragonów